# Myxidiidae
Myxidiidae là một họ động vật thân nhớt.

## Chi
World Register of Marine Species xếp các chi sau vào họ này:
- Enteromyxum  Palenzuela, Redondo & Alvarez-Pellitero, 2002
- Myxidium Buetschli, 1882
- Sigmomyxa Karlsbakk & Køie, 2012
- Zschokkella Auerbach, 1909